# Indigofera esquirolii
Indigofera esquirolii är en ärtväxtart som beskrevs av Augustin Abel Hector Léveillé. Indigofera esquirolii ingår i släktet indigosläktet, och familjen ärtväxter. Inga underarter finns listade i Catalogue of Life.